# Hostišovce
Hostišovce es un municipio del distrito de Rimavská Sobota en la región de Banská Bystrica, Eslovaquia, con una población estimada a final del año 2024 de 223 habitantes.
Se encuentra ubicado al este de la región, en la cuenca hidrográfica del río Sajó —un afluente derecho del río Tisza— y cerca de la frontera con la región de Košice y con Hungría.

## Demografía
| Año        | 1994 | 2004     | 2014    | 2024     |
| ---------- | ---- | -------- | ------- | -------- |
| Población  | 179  | 200      | 253     | 223      |
| Diferencia |      | +11,73 % | +26,5 % | −11,85 % |

| Año        | 2023 | 2024    |
| ---------- | ---- | ------- |
| Población  | 225  | 223     |
| Diferencia |      | −0,88 % |